# محمدکریم شهرزاد
محمدکریم شهرزاد (زادهٔ ۱۳۲۸ در تویسرکان) نمایندهٔ حوزهٔ انتخابیهٔ اصفهان و ورزنه در دورهٔ هشتم مجلس شورای اسلامی بوده‌است. وی پیش‌تر در دورهٔ سوم و دورهٔ چهارم نیز عضو این مجلس بود.